# Dezenove Mulheres e Um Homem
Dezenove Mulheres e Um Homem é um filme brasileiro de 1977, do gênero aventura. O filme marca a estreia de David Cardoso na direção. O filme teve uma bilheteria de US$ 400 mil dólares em 90 dias.

## Sinopse
Dezenove universitárias alugam um ônibus para uma excursão ao Paraguai, no meio do caminho, o veículo é interceptado por perigosos bandidos. O motorista Rubens é a única esperança para salvá-las.

## Elenco
- David Cardoso ... Rubens
- Ozualdo Candeias
- Helena Ramos
- Aldine Muller
- Maria Celina
- Paola Bianchi
- Zélia Diniz
- Sylvia Massari
- Patrícia Scalvi
- David Cardoso Jr.
- Luiz Carlos Braga